# Royal Canadian Henley Rowing Course

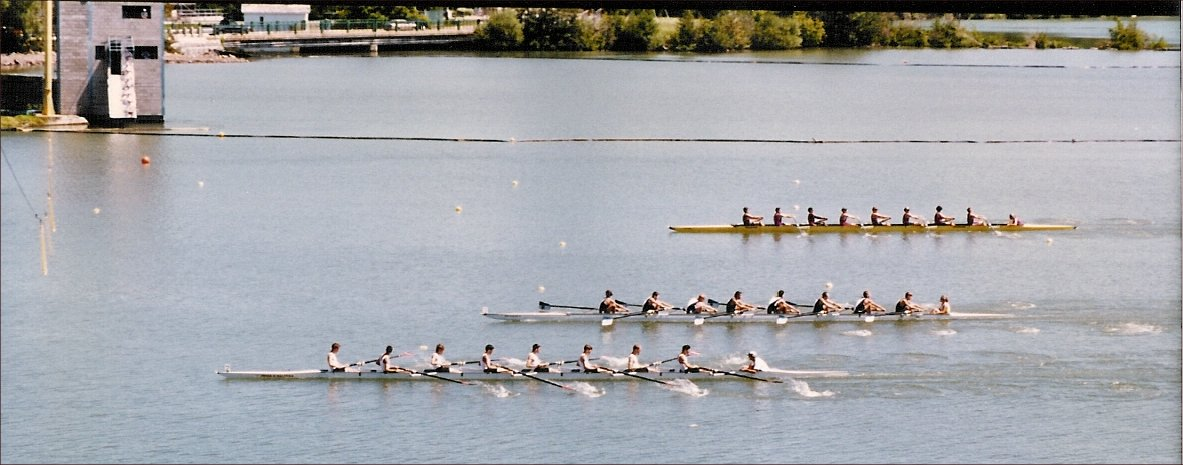
Cíl závodu osmiveslic, Royal Canadian Henley Regatta, rok 2006

Royal Canadian Henley Rowing Course je veslařský areál v kanadském městě St. Catharines. Areál není umístěn přímo na jezeře Ontario, na jehož břehu se město rozkládá, ale na přilehlém rybníku Martindale Pond.

## Historie
Areál byl vybudován v roce 1903 jako permanentní místo pro pořádání nejvýznamnější kanadské veslařské regaty – Royal Canadian Henley Regatta (do vybudování areálu v St. Catharines se místo konání regaty pořádané od roku 1880 často měnilo). Významnými rekonstrukcemi areál prošel v roce 1966 (příprava na Mistrovství světa ve veslování 1970), 1999 (příprava na Mistrovství světa ve veslování 1999) a 2012–2014 (příprava na Panamerické hry 2015).

## Parametry

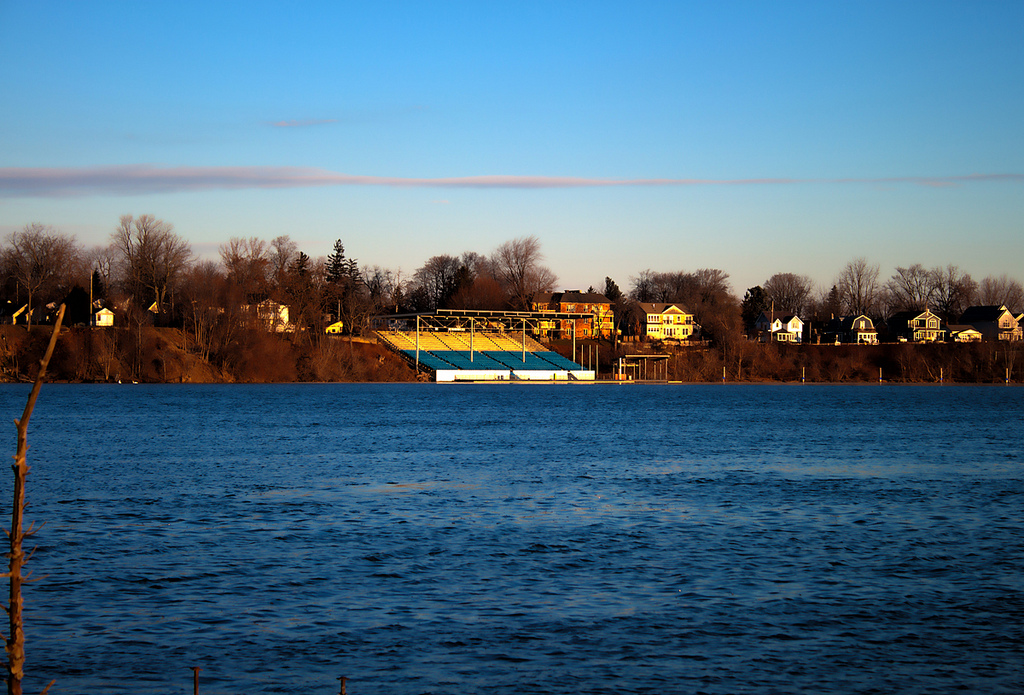
Tribuna

Areál splňuje nejpřísnější podmínky Mezinárodní veslařské federace FISA pro pořádání veslařských závodů. Je tedy způsobilý k pořádání velkých akcí jako olympijské hry či mistrovství světa.
- klidná voda, se stálými vodními podmínkami
- 2200 m dlouhý přímý úsek vhodný pro veslování
- 8 veslařských drah o šířce 13,5 m (44 stop)
- minimální hloubka 3,5 m (11 stop)
- vratný kanál umožňující lodím návrat na start cestou mimo hlavní kanál; vratný kanál je oddělen od hlavního kanálu ostrovem

## Významné sportovní akce
- Royal Canadian Henley Regatta – každoroční veslařská regata pořádaná již od roku 1880, v St. Catharines trvale od roku 1903; nejvýznamnější akce svého druhu v Kanadě
- Mistrovství světa ve veslování 1970
- Mistrovství světa ve veslování 1999
- Veslování na Panamerických hrách 2015